# Morpho telemachus
Morpho telemachus é uma borboleta neotropical da família Nymphalidae, subfamília Satyrinae e tribo Morphini, descrita em 1758 por Carolus Linnaeus e distribuída pelas Guianas, Venezuela, Colômbia, Equador, Peru, Bolívia e Brasil (região amazônica, Pernambuco e Minas Gerais), encontrando-se da bacia amazônica até montanhas com altitude de 800 metros. Visto por cima, o padrão básico da espécie (macho) apresenta asas anteriores predominantemente de coloração laranja passando para o abóbora e terminando em uma faixa pálida na parte interna das asas posteriores, que são de um castanho escuro, quase negro, em sua maioria (padrão similar ao de Morpho hecuba, que é maior e apresenta o verso das asas mais decorado). Porém, o padrão é bem variável, podendo ser mais pálido ou atingir uma tonalidade azul. De acordo com estudo de Gallusser, Ramirez e Blandin (2010), Morpho telemachus apresenta formas em azul, esverdeado, bronze e ocre, entre as quais uma gama de colorações intermediárias. Esta situação levou a muitas confusões taxonômicas. Vista por baixo, possui asas de coloração castanho clara com poucos desenhos característicos e sete a oito ocelos, geralmente de dimensões reduzidas para o tamanho da asa, em cada par (anterior e posterior) de asas. O dimorfismo sexual é pouco acentuado, com as fêmeas menos frequentes e tendendo a uma coloração castanha ou azul.

## Hábitos
Adrian Hoskins cita que a maioria das espécies de Morpho passa as manhãs patrulhando trilhas ao longo dos cursos de córregos e rios. Nas tardes quentes e ensolaradas, às vezes, podem ser encontradas absorvendo a umidade da areia, visitando seiva a correr de troncos ou alimentando-se de frutos em fermentação. Gallusser, Ramirez e Blandin (2010) afirmam que M. telemachus é difícil de observar, pois os indivíduos, incluindo as fêmeas, voam bem alto, o que torna difícil observar a face superior do inseto.

## Lagarta e planta alimento
Lagartas de comportamento gregário, encontradas em planta do gênero Abuta (Menispermaceae), possuindo coloração constituída por manchas amareladas sobre um fundo vermelho vivo que varia pouco ao longo de seu ciclo; passando o dia e parte da noite descansando em uma cobertura de seda, por elas tecido.

## Subespécies
M. telemachus possui três subespécies (de acordo com Gallusser, Ramirez e Blandin (2010), também é citada uma quarta subespécie: Morpho telemachus martini Niepelt, 1933):
- Morpho telemachus telemachus - Descrita por Linnaeus em 1758, de exemplar proveniente do Suriname.
- Morpho telemachus iphiclus - Descrita por C. & R. Felder em 1862, de exemplar proveniente da Colômbia.
- Morpho telemachus lilianae - Descrita por Le Moult em 1927, de exemplar proveniente da Venezuela.

## Iconografia
A seguir, três gravuras de M. telemachus coligidas dos livros de Pieter Cramer e Caspar Stoll, atestando sua variação cromática.

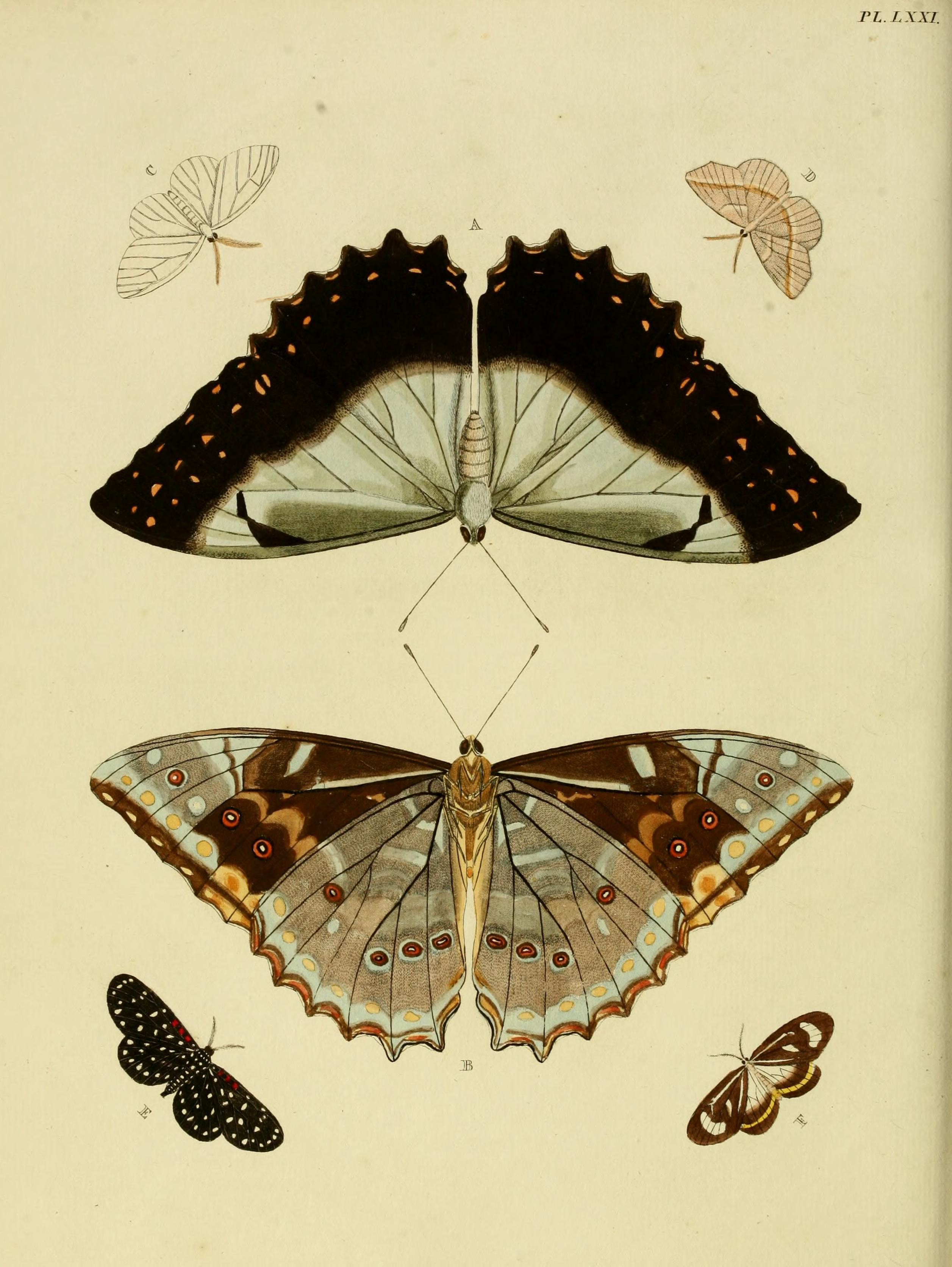
Gravura 1 (1779) - Borboletas A e B: M. telemachus
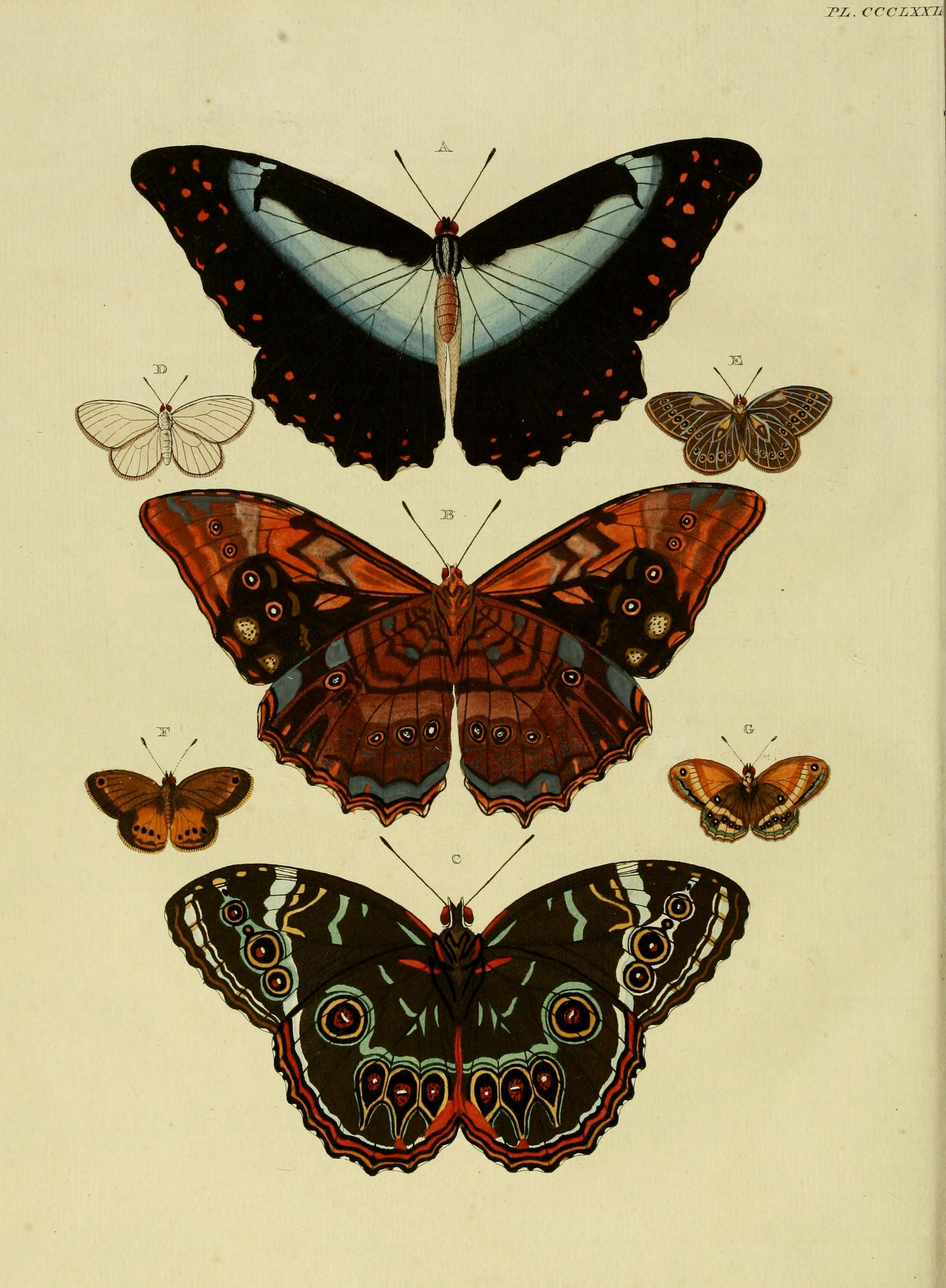
Gravura 2 (1779) - Borboletas A e B: M. telemachus
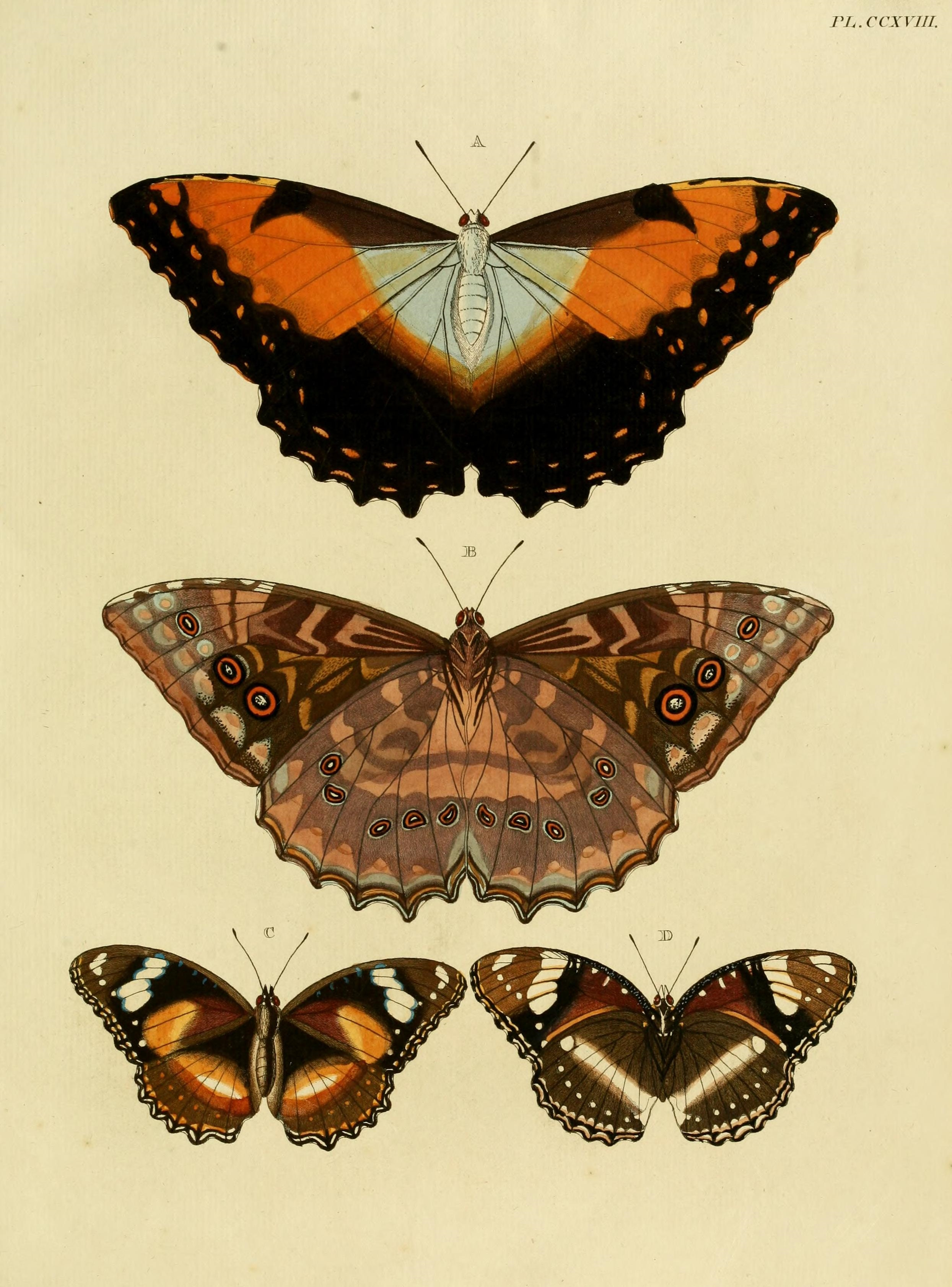
Gravura 3 (1782) - Borboletas A e B: M. telemachus